# Championica echinus
Championica echinus är en insektsart som först beskrevs av Rehn, J.A.G. 1940.  Championica echinus ingår i släktet Championica och familjen vårtbitare. Inga underarter finns listade i Catalogue of Life.